# هرمان شنايدر
هرمان شنايدر (بالألمانية: Hermann Schneider) (و. 1874 – 1953 م) هو طبيب نفسي، وأستاذ جامعي، من ألمانيا، ولد في بفورتسهايم، كان عضوًا في الحزب النازي، توفي في دلمنهورست، عن عمر يناهز 79 عاماً.

## مناصب وهيئات
أدار جامعة لايبتزغ.